# Workday Inc.
A Workday é uma empresa americana de gerenciamento financeiro sob demanda (baseado em computação em nuvem), gerenciamento de recursos humanos e fornecedor de software de sistema de informações para estudantes. A Workday foi fundada por David Duffield, fundador e ex-CEO da empresa de sistema integrado de gestão empresarial PeopleSoft, juntamente com o ex-estrategista-chefe da PeopleSoft, Aneel Bhusri, após a aquisição da PeopleSoft pela Oracle em 2005.
Em outubro de 2012, a Workday lançou uma oferta pública inicial bem-sucedida que avaliou a empresa em US$ 9,5 bilhões. Os concorrentes da Workday incluem SAP Successfactors, Dayforce, UKG e Oracle.
Em 2020, a revista Fortune classificou a Workday em quinto lugar em sua lista das 100 Melhores Empresas para Trabalhar em 2020 (Fortune List of the Top 100 Companies to Work For in 2020), com base em uma pesquisa de satisfação dos funcionários. O San Francisco Business Times classificou a Workday em segundo lugar em sua lista dos Melhores Lugares para Trabalhar na Baía de São Francisco (Best Places to Work in the Bay), na categoria de maiores empresas.

## História

### 2005–2015
A Workday foi fundada em março de 2005 e lançada em novembro de 2006. Inicialmente, foi financiada por David Duffield e pela empresa de capital de risco Greylock Partners. Em dezembro de 2008, a Workday mudou sua sede de Walnut Creek, Califórnia, para Pleasanton, Califórnia, onde a empresa anterior do fundador da PeopleSoft, Duffield, estava localizada.
Em 6 de fevereiro de 2008, a Workday anunciou que havia chegado a um acordo definitivo para comprar a Cape Clear Software. Em maio de 2008, a Workday assinou um grande contrato com a Flextronics para fornecer serviços de software de gerenciamento de recursos humanos. Empresas que divulgaram publicamente contratos da Workday incluem Aviva, Chiquita Brands e outras organizações.
Em 29 de abril de 2009, a Workday anunciou que havia garantido US$ 75 milhões em financiamento liderado pela New Enterprise Associates. Os investidores Greylock Partners e o CEO e cofundador da Workday, Dave Duffield, também participaram da rodada de investimentos. Em 24 de outubro de 2011, a Workday anunciou US$ 85 milhões em novos financiamentos, elevando o capital total levantado para US$ 250 milhões. Os investidores da última rodada incluíram T. Rowe Price, Morgan Stanley Investment Management, Janus e Bezos Expeditions. Na primavera de 2012, a Workday tinha 310 clientes, desde empresas de médio porte até empresas da Fortune 500.
Em outubro de 2012, a Workday lançou sua oferta pública inicial na Bolsa de Valores de Nova York com o símbolo WDAY. Suas ações foram cotadas a US$ 28 e encerraram a negociação na sexta-feira, 12 de outubro, a US$ 48,69, o que "impulsionou a startup a uma capitalização de mercado de quase US$ 9,5 bilhões, incluindo opções de ações não exercidas". Ela vendeu US$ 22,75 milhões de ações preferenciais, arrecadando US$ 637 milhões. A oferta pública inicial levantou mais dinheiro do que qualquer lançamento no setor de tecnologia dos EUA desde a oferta pública inicial de US$ 16 bilhões do Facebook em maio de 2012. Suas ações subiram 74% em sua oferta pública inicial, ressaltando o interesse dos investidores na computação em nuvem.

### 2005–Atualmente
Em 2016, a Workday lançou um sistema de informações para estudantes baseado em nuvem para aumentar seu portfólio de produtos de gestão financeira e gestão de capital humano. Em 2018, a Workday adquiriu a empresa de Filip Doušek, a Stories.bi.
O co-CEO da Workday é Aneel Bhusri, que é sócio da Greylock Partners e ocupou cargos de liderança sênior no início de sua carreira na PeopleSoft. Em 2020, Chano Fernandez foi promovido a co-CEO. Dave Duffield atuou como presidente do conselho até sua renúncia em abril de 2022. Depois, Aneel Bhusri assumiu o cargo de presidente.
Em novembro de 2021, a Workday anunciou a aquisição da VNDLY, uma startup que ajuda as empresas a gerenciar a força de trabalho externa, por US$ 510 milhões.
Carl Eschenbach, da Sequoia Capital, substituiu Fernandez como co-CEO em dezembro de 2022. A empresa também anunciou que Eschenbach se tornaria seu único CEO após março de 2024, quando Bhusri passaria a ocupar o cargo de presidente executivo.

## Modelo de negócio
A Workday vende assinaturas de seus serviços. Os custos são registrados antecipadamente quando a empresa é contratada por um novo cliente, mas a receita associada é reconhecida ao longo de contratos plurianuais. No primeiro trimestre de 2016, a Workday anunciou uma receita anual superior a US$ 1 bilhão pela primeira vez no ano fiscal de 2016.

### Governança corporativa
Dave Duffield detém direitos de voto sobre ações da Workday que valem US$ 3,4 bilhões e Aneel Bhusri detém direitos de voto sobre ações avaliadas em US$ 1,3 bilhão. Coletivamente, eles detêm 67% das ações com direito a voto da empresa. Essa estrutura de votos torna muito menos provável a ocorrência de uma aquisição hostil.

## Produtos
Em fevereiro de 2014, a Workday adquiriu a startup Identified e sua inteligência artificial Syman para criar sua linha de produtos Insight Apps. Os primeiros produtos com a inteligência artificial Syman foram anunciados no Workday Rising 2014.
Em julho de 2017, o CEO da Workday, Aneel Bhusri, anunciou que a empresa havia decidido abrir sua plataforma para desenvolvedores, parceiros e softwares de terceiros. Como resultado, a Workday entrará no mercado de Plataforma como Serviço. Bhusri disse que a mudança permitirá que os clientes criem extensões e aplicativos personalizados para trabalhar com a Workday.
Em janeiro de 2018, a Workday anunciou que adquiriu a SkipFlag, criadora de uma base de conhecimento de IA que se constrói a partir das comunicações internas de uma empresa.
A Workday lançou 39 atualizações para sua linha de produtos em setembro de 2022, sendo a mais recente a "2022 R2". Ela lança uma grande atualização a cada 6 meses, em setembro e março.
A Workday opera centros de processamento de dados localizados em Ashburn, Virgínia; Lithia Springs, Geórgia; Portland, Oregon; Dublin, Irlanda; Amsterdã, Holanda; e também usa a Amazon Web Services para suas principais plataformas de infraestrutura de redes de computadores, a fim de acelerar sua expansão mundial.

## Aquisições
| Número da aquisição | Empresa adquirida | Data da aquisição | Local                           | Especialidade                                                   |
| ------------------- | ----------------- | ----------------- | ------------------------------- | --------------------------------------------------------------- |
| 17                  | VNDLY             | Novembro de 2021  | Ohio, EUA                       | Gerenciamento de contratados e fornecedores externos de pessoal |
| 16                  | Zimit             | Setembro de 2021  | Flórida, EUA                    | Gerenciamento de cotações                                       |
| 15                  | Peakon            | Março de 2021     | Copenhagen, Dinamarca           | Engajamento de funcionários                                     |
| 14                  | Scout RFP         | Dezembro de 2019  | Califórnia, EUA & Riga, Letônia | Software de fornecimento                                        |
| 13                  | TrustedKey        | Julho de 2019     | Washington, EUA                 | Gerenciamento de identidade                                     |
| 12                  | Stories.bi        | Julho de 2018     | Praga, República Checa          | Análise aumentada                                               |
| 11                  | Adaptive Insights | Junho de 2018     | Califórnia, EUA                 | Planejamento de negócios                                        |
| 10                  | Rallyteam         | Junho de 2018     | Califórnia, EUA                 | Plataforma de agilidade de talentos                             |
| 9                   | SkipFlag          | Janeiro de 2018   | Califórnia, EUA                 | Aprendizado de máquina (Inteligência Artificial)                |
| 8                   | Pattern           | Agosto de 2017    | Califórnia, EUA                 | Trabalho em equipe                                              |
| 7                   | Platfora          | Julho de 2016     | Califórnia, EUA                 | Análises                                                        |
| 6                   | Zaption           | Junho de 2016     | Califórnia, EUA                 | Gerenciamento de conteúdo                                       |
| 5                   | Mediacore         | Outubro de 2015   | Colúmbia Britânica, Canadá      | Aprendizado                                                     |
| 4                   | Upshot            | Julho de 2015     | Califórnia, EUA                 | Gerenciamento de talentos                                       |
| 3                   | Gridcraft         | Abril de 2015     | Colorado, EUA                   | Planejamento                                                    |
| 2                   | Identified        | Fevereiro de 2014 | Califórnia, EUA                 | Recrutamento                                                    |
| 1                   | CapeClear         | Fevereiro de 2008 | Dublin, Irlanda                 | Integração de serviços web                                      |

## Patrocínios
Em maio de 2021, a Workday assinou um acordo de patrocínio com a Fórmula 1 como parceira regional de finanças e recursos humanos no Reino Unido e na Alemanha. O acordo foi renovado e expandido em 2022, onde a Workday será parceira regional da Fórmula 1 em um acordo plurianual.
Em março de 2023, a Workday assinou um contrato de patrocínio plurianual com a McLaren como parceira oficial.